# Campeonato de Australia 1937
Lista de los campeones del Abierto de Australia de 1937:

## Individual masculino
Vivian McGrath (AUS) d. John Bromwich (AUS),  6–3, 1–6, 6–0, 2–6, 6–1

## Individual femenino
Nancye Wynne (AUS) d.  Emily Hood (AUS), 6–3, 5–7, 6–4

## Dobles masculino
Don Turnbull/Adrian Quist (AUS)

## Dobles femenino
Thelma Coyne Long (AUS)/Nancye Wynne Bolton (AUS)

## Dobles mixto
Nell Hall Hopman (AUS)/Harry Hopman (AUS)
| Predecesor: 1936                                       | Abierto de Australia 1937 | Sucesor: 1938                         |
| Predecesor: Campeonato nacional de Estados Unidos 1936 | Grand Slam 1937           | Sucesor: Torneo de Roland Garros 1937 |

- Datos: Q2718197